# Кулькова Калерія Олександрівна
Калерія Олександрівна Кулькова (5 лютого 1925, тепер Свердловська область, Російська Федерація — 5 вересня 1999) — українська радянська діячка, заступник начальника цеху мідно-аміачної очистки Лисичанського хімічного комбінату Луганської області. Депутат Верховної Ради УРСР 4-5-го скликань.

## Біографія
У 1948 році закінчила середню школу в Свердловській області РРФСР. З 1948 року — студентка Уральського політехнічного інституту імені Кірова.
Після закінчення інституту працювала начальником цеху Березниківського азотно-тукового заводу імені Ворошилова Молотовської (тепер — Пермської) області РРФСР.
З 1952 року — заступник начальника цеху мідно-аміачної очистки Лисичанського хімічного комбінату Ворошиловградської (Луганської) області.
Потім — на пенсії в місті Сєвєродонецьку Луганської області.

## Нагороди
- ордени
- медалі